# Élections législatives italiennes de 1929
Les élections législatives italiennes de 1929 (en italien : Elezioni politiche italiane del 1929) ont lieu le 24 mars 1929.

## Résultats
| Parti                  | Parti                   | Voix      | %     | Sièges | +/- |
| ---------------------- | ----------------------- | --------- | ----- | ------ | --- |
|                        | Parti national fasciste | 8 517 838 | 98,43 | 400    | 26  |
|                        | Contre                  | 135 773   | 1,57  | 0      | 161 |
| Votes blancs et nuls   | Votes blancs et nuls    | 8 209     |       |        |     |
| Total                  | Total                   | 8 661 820 | 100   | 400    | 135 |
| Inscrits/participation | Inscrits/participation  | 9 638 859 | 89,86 |        |     |